# 2-я Андреевка
2-я Андреевка — деревня в Медвенском районе Курской области России. Входит в состав Амосовского сельсовета.

## География
Деревня находится на юге центральной части Курской области, в пределах Среднерусской возвышенности, в лесостепной зоне, на правом берегу реки Нижняя Млодоть, на расстоянии примерно 11 километров (по прямой) к северо-востоку от Медвенки, административного центра района. Абсолютная высота — 189 метров над уровнем моря.

### Климат
Климат характеризуется как умеренно континентальный, с тёплым летом и умеренно холодной зимой. Среднегодовая температура воздуха — 5,5 °C. Абсолютный минимум температуры воздуха самого холодного месяца (января) составляет −37 °C; абсолютный максимум самого тёплого месяца (июля) — 35 °C. Безморозный период длится около 151 дня в году. Среднегодовое количество атмосферных осадков составляет 587 мм, из которых большая часть выпадает в тёплый период.

### Часовой пояс
Деревня 2-я Андреевка, как и вся Курская область, находится в часовой зоне МСК (московское время). Смещение применяемого времени относительно UTC составляет +3:00.

## Население
| 2002 | 2010 |
| ---- | ---- |
| 43   | ↘41  |

### Половой состав
По данным Всероссийской переписи населения 2010 года в половой структуре населения мужчины составляли 48,8 %, женщины — соответственно 51,2 %.

### Национальный состав
Согласно результатам переписи 2002 года, в национальной структуре населения русские составляли 100 %.